# Bundesautobahn 281
De Bundesautobahn 281 is een Duitse autosnelweg die ten noorden en westen van de stad Bremen loopt. Het begint bij de A27, Dreieck Bremen-Industriehäfen, en eindigt tot nu toe bij Bremen-Airportstadt. Tussen Bremen-Gröpelingen en Bremen-Seehausen ligt nog een kleine onderbreking.
In de toekomst wil men van deze weg een ring om Bremen heen maken, zodat het verkeer dat van Delmenhorst komt en naar Cuxhaven moet, niet over de A1 en A27 hoeft.